# 吉名郷
吉名郷（よしなごう）は、平安時代の陸奥国行方郡にあった郷である。現在の福島県南相馬市小高区の吉名にあった。
『和名類聚抄』が国・郡・郷を列挙する中に吉名郷が見える。行方郡があった南相馬市には、「吉名」という地名があり、これが吉名郷にあたると考えられる。小高川の右岸（南岸）、小高駅の南西である。